# Hippocentrodes
Hippocentrodes är ett släkte av tvåvingar. Hippocentrodes ingår i familjen bromsar.
Kladogram enligt Catalogue of Life:
| Hippocentrodes | \| \| Hippocentrodes desmotes \| \| \| \| \| \| Hippocentrodes striatipennis \| \| \| \| |
|                | \| \| Hippocentrodes desmotes \| \| \| \| \| \| Hippocentrodes striatipennis \| \| \| \| |
|                | Hippocentrodes desmotes                                                                  |
|                |                                                                                          |
|                | Hippocentrodes striatipennis                                                             |
|                |                                                                                          |